# Przymus podwójny niejednoczesny
Przymus podwójny niejednoczesny – w brydżu odmiana przymusu podwójnego, w której obaj obrońcy stają w przymusie, ale nie w tej samej lewie.
```
 (1)                  ♠ 2
                      
♥
 A W
                      
♦
 K
                      ♣ -
              ♠ D 6             ♠ K 9  
              
♥
 K D             
♥
 3
              
♦
 -               
♦
 A
              ♣ -               ♣ -
                      ♠ A 3
                      
♥
 2
                      
♦
 -
                      ♣ A
```

Rozgrywający (S) gra asa trefl i obrońca W staje w przymusie prostym, nie może wyrzucić figury kier, pozbywa się więc z ręki pika, rozgrywający wyrzuca z dziadka bezużyteczną już groźbę w postaci waleta kier, a E ma jeszcze wygodną zrzutkę jaką jest mały kier. Kiedy jednak w następnej lewie rozgrywający gra kiera do asa, gracz E staje w sytuacji przymusowej o lewę później niż jego partner.
```
 (2)                  ♠ 2
                      
♥
 A W
                      
♦
 K
                      ♣ 2
              ♠ D 6 5           ♠ W 9 4  
              
♥
 3               
♥
 K D
              
♦
 A               
♦
 -
              ♣ -               ♣ -
                      ♠ A K 3
                      
♥
 2
                      
♦
 -
                      ♣ A
```

Na zagranego asa trefl, W może wyrzucić wolną kartę jaką jest trójka kier, ale E staje w przymusie kiero-pikowym i musi odrzucić pika. W następnej lewie po zagraniu kiera do asa, W jest w kleszczach przymusu pikowo-karowego. Ta odmiana przymusu podwójnego niejednoczesnego to przymus automatyczny.
```
 (3)                  ♠ K 2
                      
♥
 A W
                      
♦
 D
                      ♣ -
              ♠ D 6 5           ♠ W 9 4  
              
♥
 K D             
♥
 3
              
♦
 -               
♦
 K
              ♣ -               ♣ -
                      ♠ A 7 2
                      
♥
 -
                      
♦
 2
                      ♣ A
```

Na zagranego asa trefl, W musi wyrzucić małego pika, a rozgrywający może teraz pozbyć się z dziadka niepotrzebnego już waleta kier. Rozgrywający gra teraz pika do króla i wychodzi w asa kier stawiając w przymusie obrońcę E. Jest to przymus nieautomaryczny i niepozycyjny.
```
 (4)                  ♠ 2
                      
♥
 A K 8
                      
♦
 D
                      ♣ -
              ♠ D 5             ♠ W 8  
              
♥
 D W 9           
♥
 3
              
♦
 -               
♦
 K
              ♣ -               ♣ 3
                      ♠ A 3
                      
♥
 2
                      
♦
 D
                      ♣ A
```

Po zagraniu asa trefl, W stoi w przymusie w kolorach starszych i musi odrzucić pika, rozgrywający gra teraz dwa kiery i E staje w przymusie karowo-pikowym. Ten przykład to przymus automatyczny i pozycyjny.
W przymusach podwójnych, druga karta prowadząca musi się znajdować w innej ręce niż pierwsza karta prowadząca, a groźba podwójna (kolor w którym obaj obrońcy mają zatrzymania) jest zawsze w tej samej ręce to w której jest pierwsza karta prowadząca. W przykładach (1) i (2) drugi przymus zostaje wykonany w następnej lewie po pierwszym przymusie - w tych przykładach druga karta prowadząca stanowi wejście do dziadka. W przykładach (3) i (4) drugi przymus zachodzi dwie lewy później od pierwszego, ale możliwe są także sytuacje w których drugi przymus jest jeszcze bardziej oddalony od pierwszego przymusu, poniższy przykład (5) jest odmianą przykładu (4):
```
 (5)                  ♠ 3
                      
♥
 A K D W 10 2
                      
♦
 -
                      ♣ 2
              ♠ D 6             ♠ K 9  
              
♥
 9 8 7 6 5 4     
♥
 -
              
♦
 -               
♦
 A K D W 10 9
              ♣ -               ♣ -
                      ♠ A 2
                      
♥
 3
                      
♦
 5 4 3 2
                      ♣ A
```

W tej ośmiokartowej końcówce, rozgrywający gra asa tref, a W staje w przymusie w kolorach starszych i zmuszony jest do odrzucenia pika, rozgrywający ściąga teraz pięć kierów i E staje w przymusie po zagraniu dziesiątki kier aż pięć lew później niż jego partner.